# Scott D. Sampson
Scott D. Sampson, född den 22 april 1961, är en kanadensisk paleontolog och intendent för avdelningen för vertebratpaleontologi vid Utah Museum of Natural History. Han är också docent vid Department of Geology and Geophysics.
Sampson tog sin Ph.D. i zoologi vid University of Toronto 1993. I sin doktorsavhandling granskade han evolutionen för ceratops i västra Nordamerika. Som en del av sitt projekt namngav han och beskrev också två nya arter från Montana, Einiosaurus procurvicornis och Achelousaurus horneri. 
Sampson har publicerat ett flertal artiklar om dinosaurier och han har lett paleontologiska fältarbeten i olika länder, däribland Zimbabwe, Sydafrika, Mexiko, Madagaskar, USA och Kanada. Flera säsonger på Madagaskar har resulterat i att man hittat flera olika välbevarade individer av dinosaurier, även nya arter. En av dessa är  Masiakasaurus knopfleri, uppkallad efter sångaren Mark Knopfler.

## Dinosaurier Scott Sampson har beskrivit och namngivit
- Achelosaurus horneri (1994)
- Einiosaurus procurvicornis (1994)
- Falcarius utahensis (tillsammans med Kirkland, Zanno, Jim Clark och DeBlieux 2005)
- Hagryphus giganteus (tillsammans med Zanno 2005)
- Masiakasaurus knopfleri (tillsammans med Carrano och Catherine A. Forster 2001)
- Nqwebasaurus thwazi (tillsammans med de Klerk, Forster, Chinsamy och C.F. Ross 2000)
- Rahonavis ostromi (tillsammans med Forster, Chiappe och Krause 1998)